# Kathrin Hendrich
Kathrin Julia Hendrich (sinh ngày 6 tháng 4 năm 1992) là một cầu thủ bóng đá người Bỉ gốc Đức thi đấu ở vị trí hậu vệ cho câu lạc bộ VfL Wolfsburg và đội tuyển quốc gia Đức.